# Kutruva Nayanar
Kutruva Nayanar, también conocido como Kootruva, Kutruva, Kutruvar, Kootruvar, Kurruva Nayanar, Kurruvar, Kurruvan, Kutruvanar, Kurruvar, Kalappallan y Kalappalar, fue un jefe de Kalandai y un santo Nayanar, venerado en la secta hindú del Shaivismo. Generalmente se le cuenta como el 39.º en la lista de los 63 nayanars. Kutruva es a menudo descrito como un Jain, que se convirtió en un devoto de Shiva, el dios patrón del Shaivismo.

## Vida
La vida de Kutruva Nayanar se describe en el Periya Puranam en  tamil de Sekkizhar del siglo XII, que es una hagiografía de los 63 nayanars. Su nombre Kutruva significa el «Dios de la muerte» en  tamil.
El Periya Puranam narra que Kutruva era el jefe de Kalandai o Kalantai. Era de la comunidad de Kalabhras. Se le describe como un devoto de Shiva. Derrotó a muchos reyes y jefes en la guerra y adquirió sus riquezas y territorios en los reinos de Pandya y  Chola. Kutruva había adquirido extensas tierras y riquezas a través de sus campañas, pero debido a la falta de un título formal seguía siendo técnicamente un cacique, sin base legal para gobernar su dominio de facto. Pidió a los sacerdotes —brahmanes— del templo de Chidambaram en Thillai. Los brahmanes que debían lealtad a los reyes Chola y coronaron a los Cholas, se negaron y huyeron a Malai Nadu, la actual Kerala, bajo la protección del rey Chera como se describe a continuación,

Para que el que conquistó el mundo (Kootruvar) no se vea privado de una corona real, solicitó los servicios de coronación de los antiguos tres mil sacerdotes servidores en Chidambaram (Thillai). Entonces los sacerdotes se negaron a ello diciendo que tienen derecho a realizar la ceremonia sólo para los más merecedores del antiguo clan de los sembiyars (Cholas). Dicho esto, abandonaron su morada para llegar a la región montañosa (Kerala) del antiguo rey tamil del chera.

Kutruva se acercó a Nataraja, la forma presidencial de Shiva del «templo de Chidambaram», para coronarlo manteniendo su pie sobre la cabeza de Kutruva. Nataraja apareció en el sueño de Kutruva y cumplió lo  prometido, dándole la autoridad divina para gobernar. Él continuó adorando a Shiva y dio patrocinio al templo del dios. Finalmente llegó a Kailash, la morada de Shiva después de la muerte.
Mientras que el Periya Puranam no describe explícitamente cómo ha de ser un Jain, Kutruva Nayanar se describe a menudo como Jain.[1] Se explica la negativa de los sacerdotes hindúes de Chidambaram a coronar a un monarca Jain. Según algunas teorías, él era un jefe de Kalabhra, que eran principalmente Jains. Su título, Kalappalar, rey de Kalappalar, se utiliza para identificarlo como miembro del clan Kalappalar, que a su vez se identifican con Kalabharas. Su ciudad natal, Kalandai, se identificaba con el actual Kalappal, el distrito Thiruvarur del estado indio de Tamil Nadu. Otras teorías identifican a Kalandai como Kalattur, en la antigua región de Tondai Nadu. Otra sugerencia lo identifica como Peria Kalandai, distrito de Coimbatore donde se encuentra el «templo Adityesvara Shiva» construido por el rey Chola  Aditya I (c. 871 - c. 907 CE).

## Recuerdo

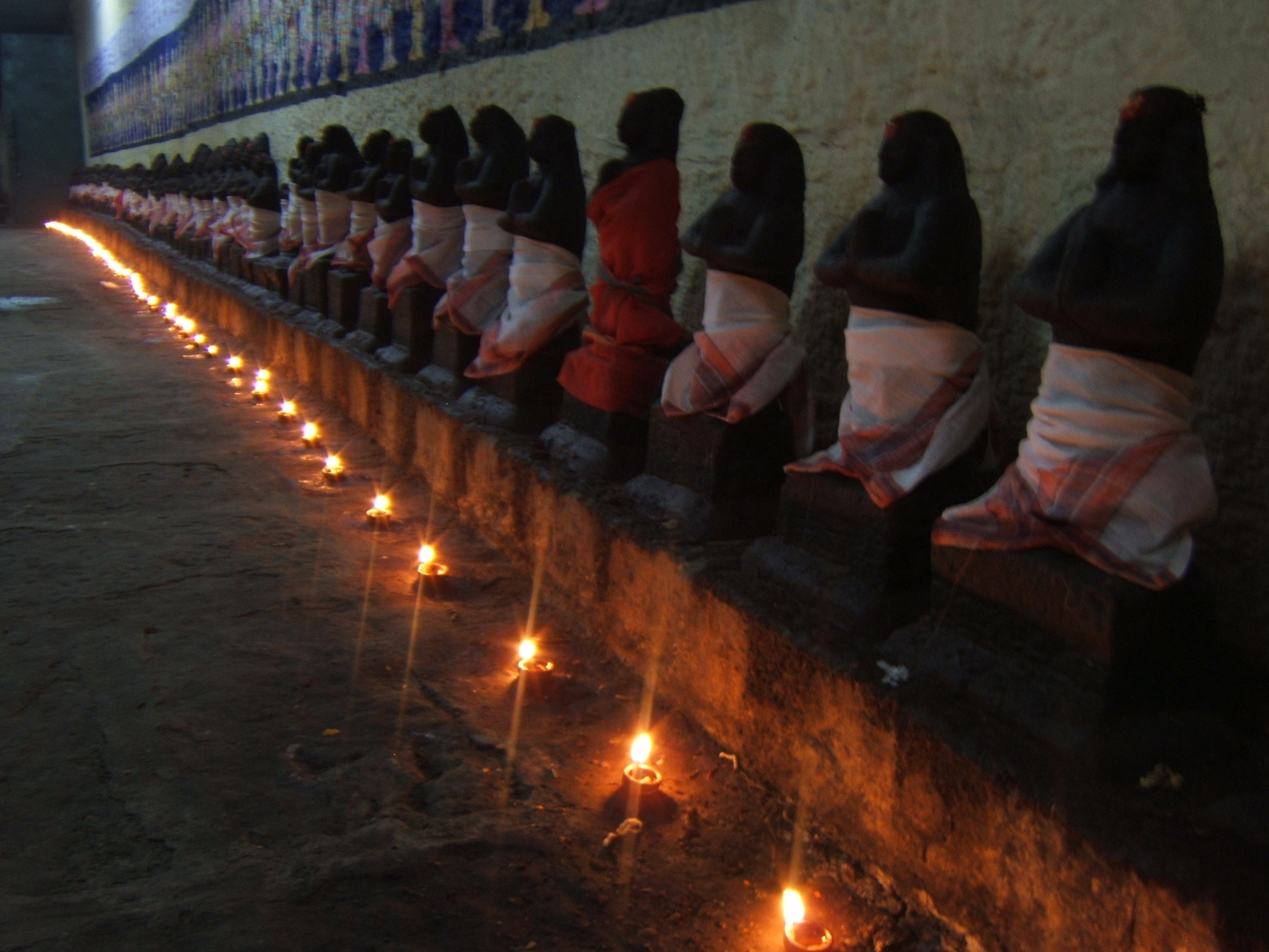
Las imágenes de los nayanars se encuentran en muchos templos Shiva en Tamil Nadu

Uno de los Nayanars más prominentes, Sundarar, del siglo VIII venera a Kutruva Nayanar, llamado Kurran en el himno, en el Tiruthonda Thogai, un himno a los santos de Nayanar. Se le describe como el «príncipe de Kalandai», que blande una lanza.
Kutruva Nayanar es adorado en el Poornima, día de luna llena, del mes tamil de Adi. Se le representa como un rey con una corona, las manos cruzadas  y a veces una espada en el brazo. Recibe culto colectivo como parte de los 63 Nayanars. Sus íconos y breves relatos de sus hazañas se encuentran en muchos templos de Shiva en Tamil Nadu. Sus imágenes son sacadas en procesión en festivales.